# Johannes Rebmann
Johannes Rebmann (16 januari 1820 – 4 april 1876) was een Duitse zendeling en ontdekkingsreiziger. Samen met zijn collega Johann Ludwig Krapf deed hij zendingswerk voor de Church Mission Society in Oost-Afrika. Rebmann was de eerste Europeaan die de Kilimanjaro aanschouwde.

## Biografie

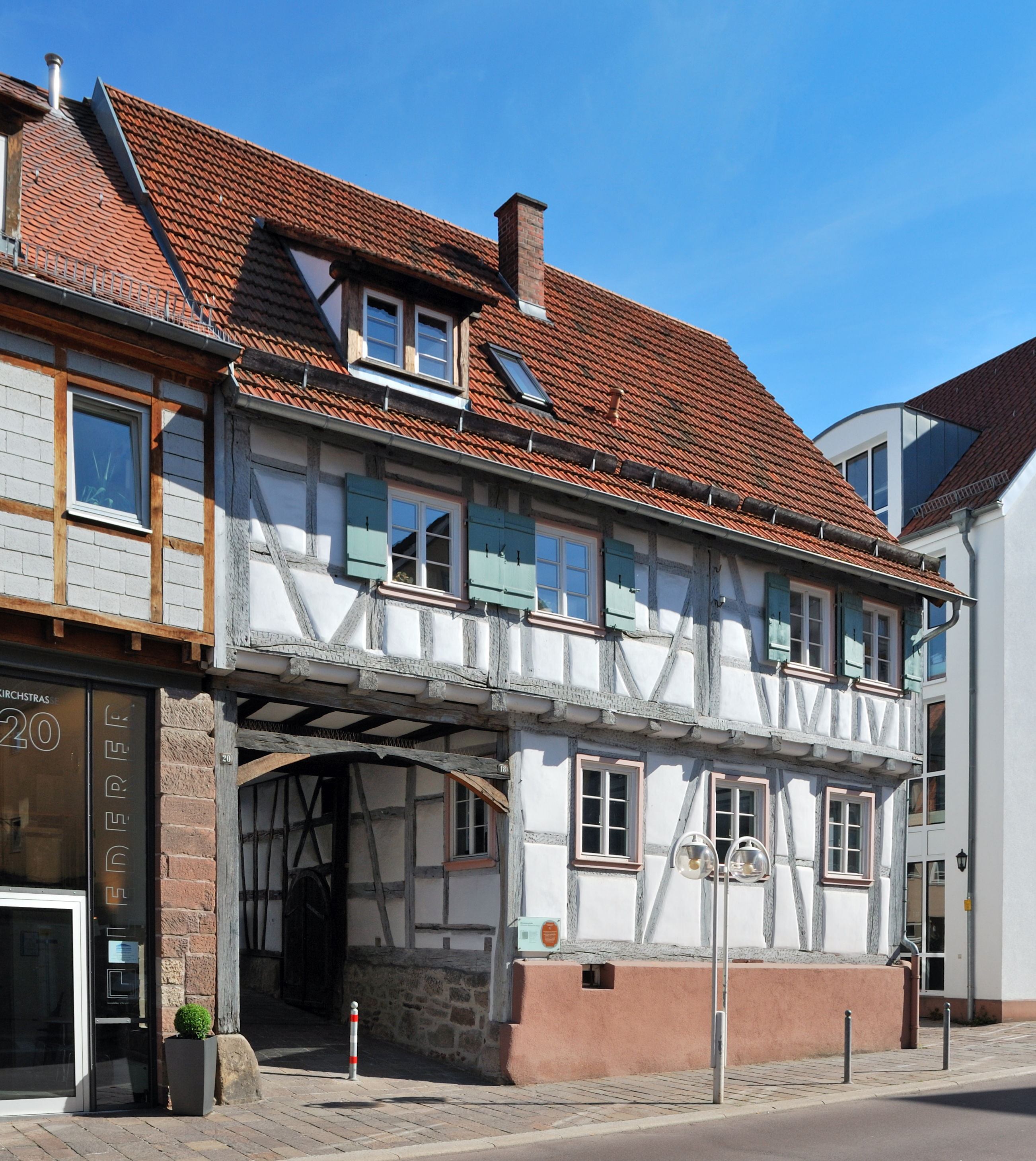
Rebmanns geboortehuis in Gerlingen

Johannes Rebmann werd op 16 januari 1820 geboren in Gerlingen, een woonplaats in Württemberg. Zijn vader was een Zwabense boer en wijngaardenier in het kleine stadje, dat destijds zo'n 1500 inwoners telde. Op jonge leeftijd besloot Rebmann om zendeling te worden en volgde een opleiding in Bazel. In 1844 vervolgde hij zijn opleiding aan de Anglicaanse Church Missionary Society College te Islington, Londen. Het jaar hierop werd hij in oktober als priester aangesteld en werd hij lid van de Church Missionary Society.
Rebmann reisde in 1846 naar Mombassa, een havenplaats in het huidige Kenia, om de Duitse zendeling Johann Ludwig Krapf bij zijn werk te ondersteunen. Krapf had een zendingspost in Rabai Mpya, maar vond weinig weerklank bij de islamitische bevolking en besloot zijn werk elders voort te zetten. Rebmann en Krapf stichten in 1847 een zendingspost in de buurt van de berg de Kasigau, maar boekten er weinig resultaat.

### Ontdekking van de Kilimanjaro
Van Arabische handelaren hoorden Krapf en Rebmann van de Wachagga aan de voet van een met zilver bedekte berg, genaamd Kilimansharo. Aangezien Krapf nog verzwakt was als gevolg van malaria besloot Rebmann met de karavaanleider Bwana Kheri naar de berg te trekken om hier een nieuwe zendingspost te starten. Na een reis van twee weken aanschouwde Rebmann op 11 mei 1848 voor de eerste maal de Kilimanjaro. Waarschijnlijk was hij de eerste Europeaan die de berg zag.
Rebmann bezocht de Kilimanjaro in november voor een tweede maal en kon ditmaal duidelijk de Mawenzi naast de Kibo onderscheiden, de twee grootste van de drie vulkanen in het bergmassief. In april 1849 bezocht Rebmann de Kilimanjaro voor een derde maal en trachtte tevergeefs de top te bereiken. Toen Krapf in dat jaar voldoende was hersteld ondernam het tweetal een reis door Oost-Afrika. Onderweg bezocht het tweetal in november de Kilimanjaro en maakten samen een studie van de berg en zijn omgeving.
Rebmann en Krapf stuurden hun rapporten naar de Church Missionary Society in Londen. Na publicatie wekte de vermelding van een besneeuwde bergtop vlak bij de evenaar veel bevreemding bij leden van de Royal Geographical Society. Sommigen opperden dat de zendelingen witte rotsen voor sneeuw aan hadden gezien en de geograaf William Desborough Cooley deed de vermelding van sneeuw af als wat alleen door overleveringen van de lokale bevolking werd gestaafd. Pas na latere expedities van Karl Klaus von der Decken en Charles New raakte het merendeel van de Europese academici overtuigd van het gelijk van Rebmann en Krapf.

### Later werk in Oost-Afrika

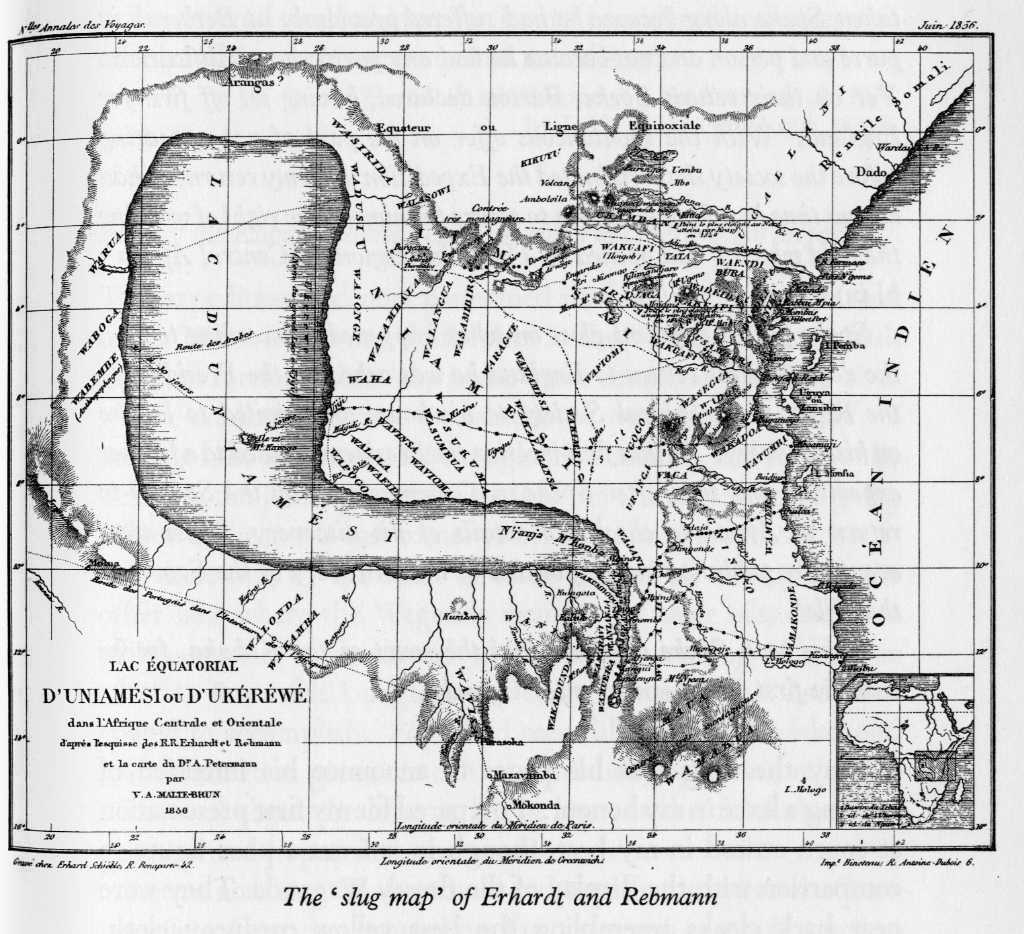
De Slug Map van Rebmann en Erhardt

Rebmann en Krapf maakten samen meerdere reizen door Oost-Afrika in hun zoektocht naar Afrikanen die open stonden voor hun evangelische boodschap. Ze ontdekten Mount Kenya en bezochten onder andere Mount Meru en het Grote Merengebied. Samen met de zendeling Jakob Erhardt maakte Rebmann een kaart van een enorm meer op basis van zijn rapporten en verslagen van de lokale bevolking. De kaart kwam bekend te staan als de Slug Map, daar het meer op de kaart het uiterlijk had van een enorme naaktslak. Dit S-vormige meer bestond in werkelijkheid echter uit drie afzonderlijke meren, namelijk het Victoriameer, het Nyasameer en het Tanganyikameer.
Rebmann leerde tijdens zijn verblijf in Oost-Afrika diverse inheemse talen en schreef een aantal woordenboeken, onder andere voor het Nyanja en het Swahili. In 1851 trouwde Rebmann met Emmy Tyler, een vrouw die zendingswerk had verricht in Caïro. In 1854 werd een zoon geboren, Samuel, maar het kind stierf toen het vijf dagen oud was. In 1866 stierf ook Emmy Tyler.

### Terug naar Europa
Door onbekende reden verloor Rebmann bijna zijn gezichtsveld en was gedwongen om in september 1875 terug naar Europa te reizen. Hij vestigde zich in de Duitse plaats Korntal, vlak bij Stuttgart. Hier hertrouwde hij in 1876 met de weduwe van een zendeling in India, Louise Däuble geheten. Kort na het huwelijk stierf Rebmann op 4 oktober van dat jaar aan longontsteking. De Rebmanngletsjer op de Kilimanjaro werd naar hem vernoemd.